# Ковашкий Врх
Ковашкий Врх (словен. Kovaški Vrh) — поселення в общині Оплотниця, Подравський регіон‎, Словенія.